# ФК Кајзер чифс
ФК Кајзер чифс је јужноафрички фудбалски клуб који је основан 7. јануара 1970. у Совету, Јоханезбург
Кајзер чифс је највећи и најпопуларнији јужноафрички клуб, па се процењује да има 16 милиона навијача. Клуб је, до пресељења на нови стадион Ранд, играо на стадионима ФНБ и Елис Парк. Највећи ривал Чифса је Орландо пајратс, с којим игра тзв. Совето дерби. Због одбијања да наступе на КАФ Конфедерацијском купу, Афрички фудбалски савез (КАФ) им је забранио учествовање на свим афричким такмичењима до 2009. То је већ други пут у четири године да је клуб кажњен из истог разлога.
Кајзер чифс, британски инди/бритпоп бенд је добио име по клуб јер је Лукас Радеби, бивши играч Чифса, био капитен Лидс јунајтеда, екипе за коју су навијали сви чланови бенда.